# Monica Johnson
Monica Johnson (* 21. Februar 1946 in Colorado; † 1. November 2010 in Los Angeles, Kalifornien)  war eine US-amerikanische Drehbuchautorin.

## Leben
Als Monica Lenore Belson im Bundesstaat Colorado geboren, wuchs Johnson in El Centro, Kalifornien auf. Ihr Bruder Jerry Belson engagiert sie 1972 für die Fernsehserie Männerwirtschaft, um Drehbücher abzutippen. Als er merkte, dass sie von sich aus vereinzelt Witze ergänzte, die den Produzenten gefielen, ermutigte er sie, sich mit Marilyn Suzanne Miller zusammenzutun, um ein Schreibteam zu bilden. Gemeinsam mit ihr schrieb Johnson drei Episoden für die Sitcom Mary Tyler Moore. Das erste schrieb sie noch unter ihrem Namen Monica Mcgowan, das zweite, nachdem sie neu verheiratet war unter Monica Mcgowan Johnson und ab dem dritten, und bis zum Ende ihrer Karriere, nur noch unter dem Namen Monica Johson. Beide trennten sich 1974 wieder und sie wurde 1975 eine der ersten Autorinnen für die Comedyshow Saturday Night Live. Während der ersten Staffel inszenierte Albert Brooks einige Kurzfilme. Gemeinsam mit schrieb sie später mit Aus dem Leben gegriffen den ersten von insgesamt sechs gemeinsamen Filmen.
Monica Mcgowan Johnson starb im November 2010 im Alter von 64 Jahren an den Folgen ihrer Speiseröhrenkrebserkrankung im Cedars-Sinai Medical Center in Los Angeles, Kalifornien.

## Filmografie (Auswahl)
- 1973–1974: Mary Tyler Moore (The Mary Tyler Moore Show, Fernsehserie, drei Episoden)
- 1979: 1998 – Die vier Milliarden Dollar Show (Americathon 1998), mit Neil Israel und Michael Mislove
- 1979: Aus dem Leben gegriffen (Real Life)
- 1981: Modern Romance – Muß denn Liebe Alptraum sein? (Modern Dance)
- 1982: Jekyll und Hyde – Die schärfste Verwandlung aller Zeiten (Jekyll and Hyde… Together Again)
- 1985: Kopfüber in Amerika (Lost in America)
- 1994: Der Scout (The Scout)
- 1996: Mother
- 1999: Die Muse (The Muse)

## Auszeichnungen (Auswahl)
National Society of Film Critics Award
- 1986: Auszeichnung für das Beste Drehbuch von Kopfüber in Amerika